# Boris Mestchersky
 (juillet 2008).
Si vous disposez d'ouvrages ou d'articles de référence ou si vous connaissez des sites web de qualité traitant du thème abordé ici, merci de compléter l'article en donnant les références utiles à sa vérifiabilité et en les liant à la section « Notes et références ».
Boris Mestchersky (21 septembre 1963, Liège) est un artiste-peintre belge.

## Biographie
Boris Mestchersky est né le 21 septembre 1963 à la clinique Saint-Joseph de Liège. Sa mère, la princesse Vera Nikitchina Mestschersky, est russo-belge. Son goût artistique naîtra tôt. Il a vécu les neuf premières années de sa vie à Séville et à Soria. Il reviendra toutefois fréquemment dans sa ville natale. À l'âge de 10 ans, il revient vivre en Belgique dans une famille d'accueil.
Il fait une partie de ses humanités au collège Saint-Quirin de Huy et terminera ses études à l'Institut supérieur des beaux-arts Saint-Luc. Il a suivi des cours de gravure à l'Académie de Liège. Les retrouvailles avec sa mère, à l'âge de 16 ans, l'ont fortement influencé dans la décision de sa vocation d'artiste peintre. En effet, il va ensuite travailler 3 ans avec celle-ci en attendant son service militaire.
En 1986, après le service militaire, il retournera en Espagne où il fera sa première exposition à Santiago de Compostela. Celle-ci fut pour lui un encouragement. Néanmoins, six années de silence artistique vont s'ensuivre, durant lesquelles il entre dans une quête spirituelle. Il entre alors dans un mouvement protestant de Belgique qui apportera un souffle nouveau à sa créativité.
En 1991, il se marie avec Nada Ursa, qui l'aide à garder les pieds sur terre. Et, grâce à cette étroite collaboration, naîtront quatre expositions (de 1994 à 1997). Boris Mestchersky crée et Nada s'occupe plutôt du côté pratique et des relations extérieures. La première exposition aura lieu au Pavillon des petits jeux à Spa, la seconde à la galerie des Beaux-Arts de Verviers, la troisième à la galerie Arcane à Liège et la dernière au château de la Mostée à Huy.
Boris Mestchersky a toujours évolué dans un milieu artistique, sa mère était peintre ainsi que sa femme.
Maintenant, il vit de sa peinture en gardant le statut d'indépendant et expose régulièrement dans de nombreuses galeries européennes.